# (2215) Sichuan
(2215) Sichuan ist ein Asteroid des Hauptgürtels, der am 12. November 1964 am Purple-Mountain-Observatorium in Nanjing entdeckt wurde.
Benannt ist der Asteroid nach der chinesischen Provinz Sichuan.